# 小行星2269
小行星2269（2269 Efremiana）是一颗绕太阳运转的小行星，为主小行星带小行星。该小行星于1976年5月2日发现。
該小行星以蘇聯古生物學家伊萬·葉夫列莫夫命名。

## 轨道参数
小行星2269的轨道半长轴为3.1261481 UA，离心率为0.088。